# Control (film)
Control is de film die Anton Corbijn maakte over het leven van Joy Division-zanger Ian Curtis. Het is gebaseerd op zijn weduwe Deborah Curtis' boek Touching From a Distance uit 1996. Het boek gaat hoofdzakelijk over de opkomst en het succes van Joy Division, het turbulente huwelijksleven van Ian en Deborah en de persoonlijke problemen en de dood van Ian.

## Achtergrond
In 2005 werd bekendgemaakt dat Anton Corbijn, de popjournalist/fotograaf, bezig was met het maken van een film over Ian Curtis' leven. Ian Curtis was een depressief man en heeft uiteindelijk zichzelf verhangen. Duidelijk moest echter zijn dat deze film niet ging over new wave-band Joy Division, de band van Ian Curtis waarin zijn donkere wereld duidelijk beschreven werd. Het ging echt om de zanger zelf. Anton Corbijn is een Joy Division-fan van het eerste uur. In 1979 emigreerde de man naar Engeland om hier foto's van deze band te kunnen maken en hun optredens te kunnen zien.
Dit zou tevens de eerste grote film van Anton Corbijn worden. De film moest in het zwart-wit opgenomen worden, omdat de band Joy Division in de tijd dat ze bestonden niet een van de grootste bands was. In tijdschriften werden foto's van deze bands vaak zwart-wit afgedrukt. De grootste popgroepen kregen een kleurenfoto. Ook past een zwart-witfilm goed bij Curtis' stemmingen.
De opnames werden gedaan in de zomer van 2006. De film werd voor het eerst vertoond op het Filmfestival van Cannes op 17 mei 2007 (bijna dag op dag 27 jaar na de dood van Ian Curtis).
Control ging in Nederland op dinsdag 9 oktober 2007 in première in Pathé Buitenhof in Den Haag. Speciale gast was Anton Corbijn, samen met hoofdrolspeelster Alexandra Maria Lara. De presentatie van de avond werd verzorgd door onder meer Pierre Wind. Ook was voormalig Joy Division-bassist Peter Hook aanwezig. Hij draaide op de afterparty van de première een dj-set.
Er was eerder al (in 2002) een film uitgekomen (Twenty Four Hour Party People), waarin de leden van Joy Division een rol spelen.

## Ontvangst

### Recensies
In Nederlandse recensies werd de film over het algemeen positief ontvangen, al vonden sommige besprekers de film wat vlak en saai. Veel lof was er vooral voor het acteerwerk van hoofdrolspeler Sam Riley.
Enkele citaten:
- "Meesterlijk schetst Corbijn met sobere scènes het traject dat Curtis aflegt in zijn korte leven." - Het Parool[1]
- "Qua gekwelde blikken en parmantige podiumdansjes zit het wel goed met Control, de biopic over Joy Division-zanger Ian Curtis, maar het lukt regisseur Anton Corbijn niet om de grotere pijn van Curtis over te brengen." - Filmkrant[2]
- "De optredens die Corbijn, fan van het eerste uur en pas in tweede instantie fotograaf van de band geworden, heeft geënsceneerd, zijn de beste momenten van de film." - NRC Handelsblad[3]. Uit dezelfde recensie: "Het jongvolwassen leven van Curtis wordt als een mechaniek afgedraaid voor de camera. Als je iets wilt aanmerken op Control, is het dat alle persoonlijke drama’s tamelijk gelijkmatig langskomen."
- "Het is een bescheiden, breekbare en sterke film geworden, die zonder te romantiseren recht doet aan het bijzondere leven van Curtis, en zijn vermaarde zelfmoord terugbrengt tot wat het was: een pure wanhoopsdaad." - Cinema.nl[4]

### Prijzen
- British Independent Film Awards 2007, een Britse prijs voor onafhankelijk gefinancierde films:
  - beste film
  - beste nieuwkomer: Sam Riley
  - beste regisseur en beste debuterende regisseur: Anton Corbijn
  - beste mannelijke bijrol: Toby Kebbell
- prijzen op filmfestivals:
  - Cannes 2007: de prijs Label Europa Cinéma voor de beste Europese film op de Quinzaine des Réalisateurs en de Regards Jeunes voor debuterende regisseurs
  - Chicago International Film Festival 2007: prijzen voor beste acteur (Sam Riley) en beste scenario (Matt Greenhalgh)
  - Edinburgh International Film Festival 2007: beste Britse lange speelfilm en beste hoofdrol in een Britse film (Riley)
  - Filmfest Hamburg 2007: Preis der Hamburger Filmkritik voor beste film

## Rolverdeling
De volgende rollen worden gespeeld door de volgende spelers.
- Ian Curtis - Sam Riley
- Deborah Curtis - Samantha Morton
- Annik Honoré - Alexandra Maria Lara
- Tony Wilson - Ronan Vibert
- Peter Hook - Joe Anderson
- Rob Gretton - Toby Kebbell
- Steve Morris - Harry Treadaway
- Bernard Sumner - James Anthony Pearson

## Filmmuziek
Voor de film kwam een muziekalbum uit. Naast originele nummers van Joy Division staan hier ook coverversies op, waaronder een coverversie van Joy Division-song Shadowplay door The Killers. Ook staan er nummers van andere bands op het album. Vaak betreft dit nummers van artiesten die veel voor de groep of de zanger hebben betekend (Lees: David Bowie, Iggy Pop, Buzzcocks). Ook staan er drie nieuwe nummers van New Order op het album.
- New Order - "Exit"
- The Velvet Underground - "What Goes On"
- The Killers - "Shadowplay" (Cover van Joy Division)
- Buzzcocks - "Boredom (Live)"
- Joy Division - "Dead Souls"
- Supersister - "She Was Naked"
- Iggy Pop - "Sister Midnight"
- Joy Division - "Love Will Tear Us Apart"
- Sex Pistols - "Problems (Live)"
- New Order - "Hypnosis"
- David Bowie - "Drive-In Saturday"
- John Cooper Clarke - "Evidently Chickentown"
- Roxy Music - "2H.B."
- Joy Division - "Transmission" (door de spelers uitgevoerd)
- Kraftwerk - "Autobahn"
- Joy Division - "Atmosphere"
- David Bowie - "Warszawa"
- New Order - "Get Out"